# Megahexura fulva
Famille
Genre
Espèce
Synonymes
- Hexura fulva Chamberlin, 1919

Megahexura fulva, unique représentant du genre Megahexura et de la famille des Megahexuridae, est une espèce d'araignées mygalomorphes.

## Distribution
Cette espèce est endémique de Californie aux États-Unis,. Elle se rencontre dans la Sierra Nevada, les Transverse Ranges et les Chaînes côtières californiennes.

## Description

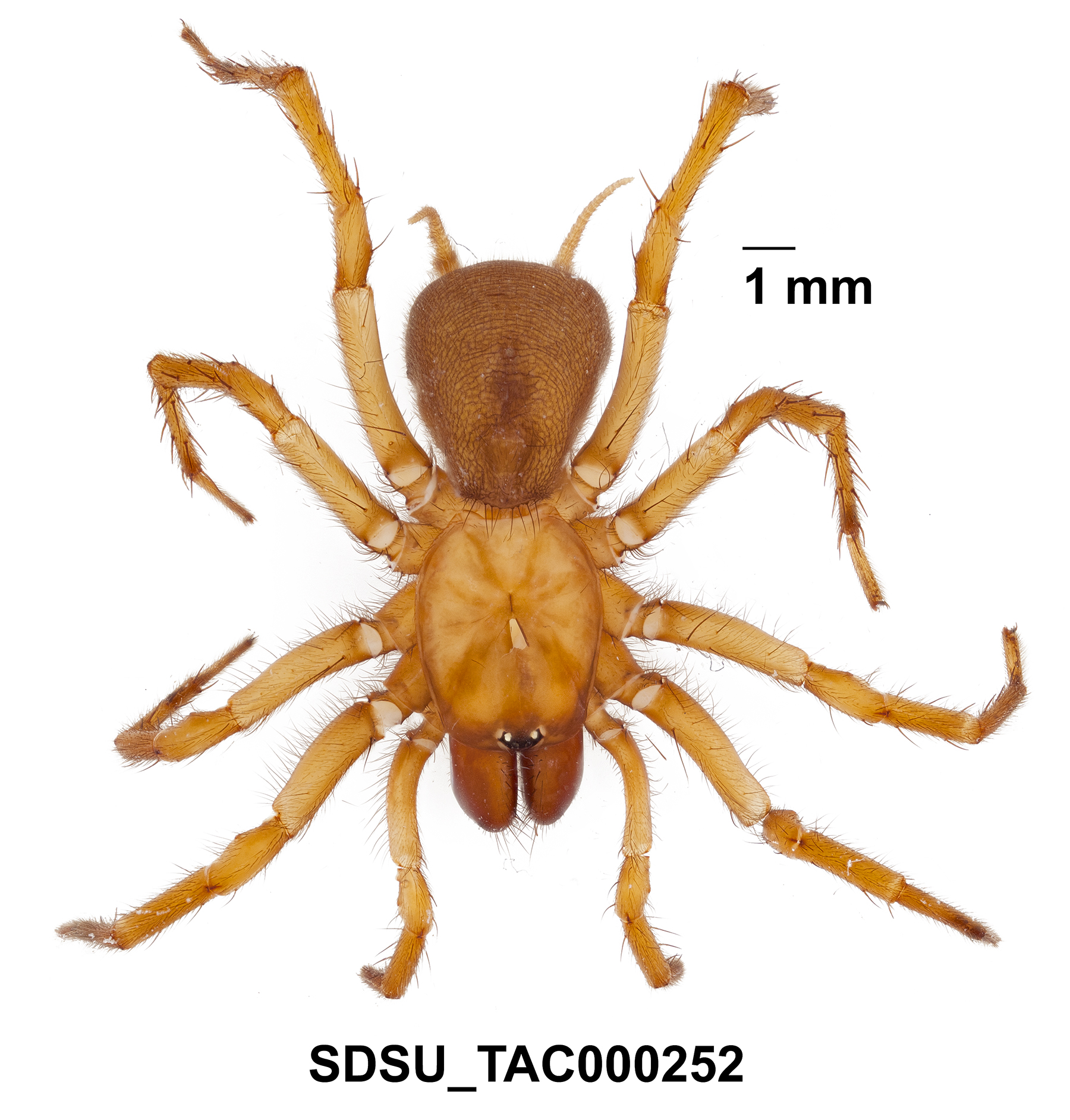
Megahexura fulva ♀

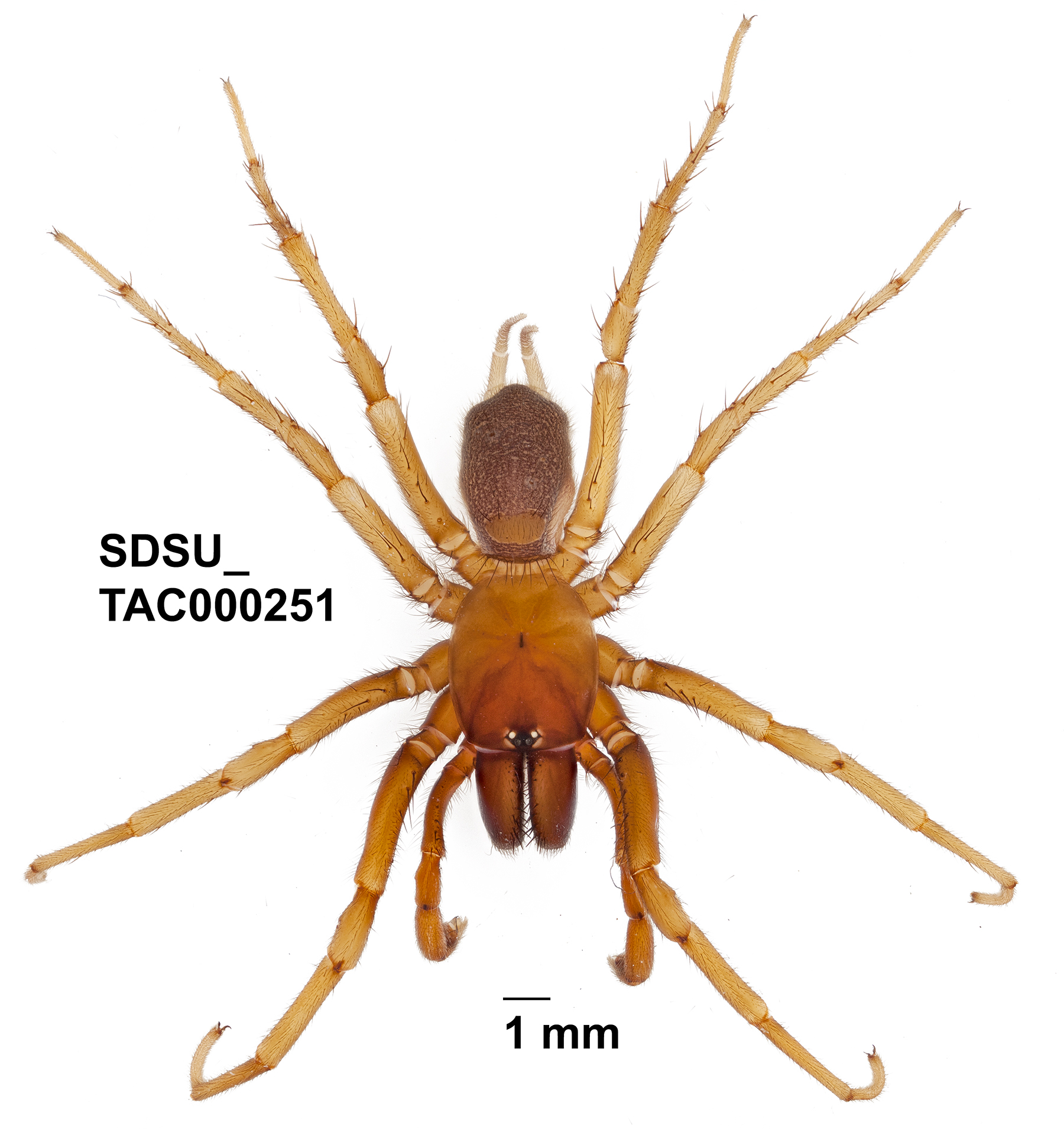
Megahexura fulva ♂

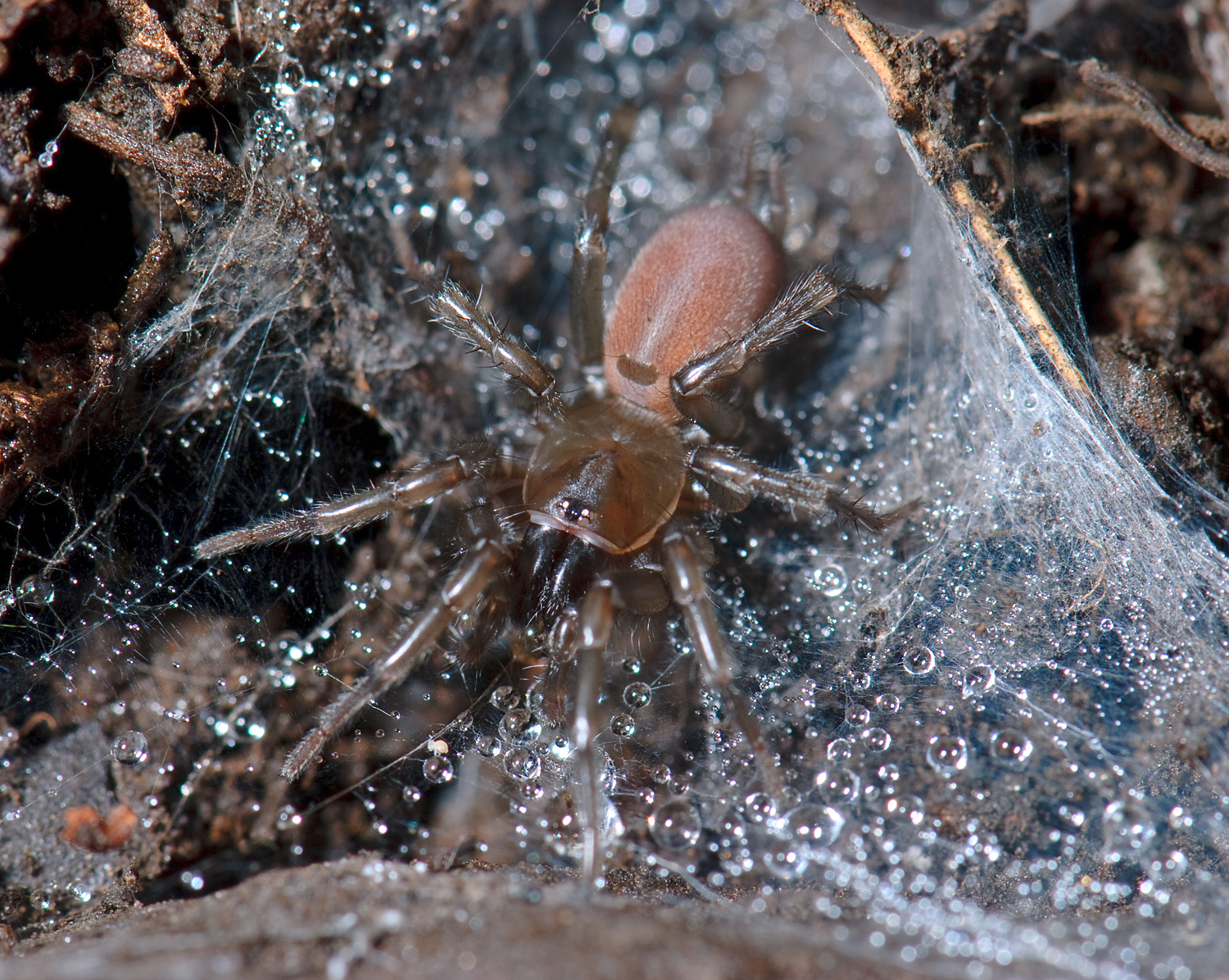
Megahexura fulva

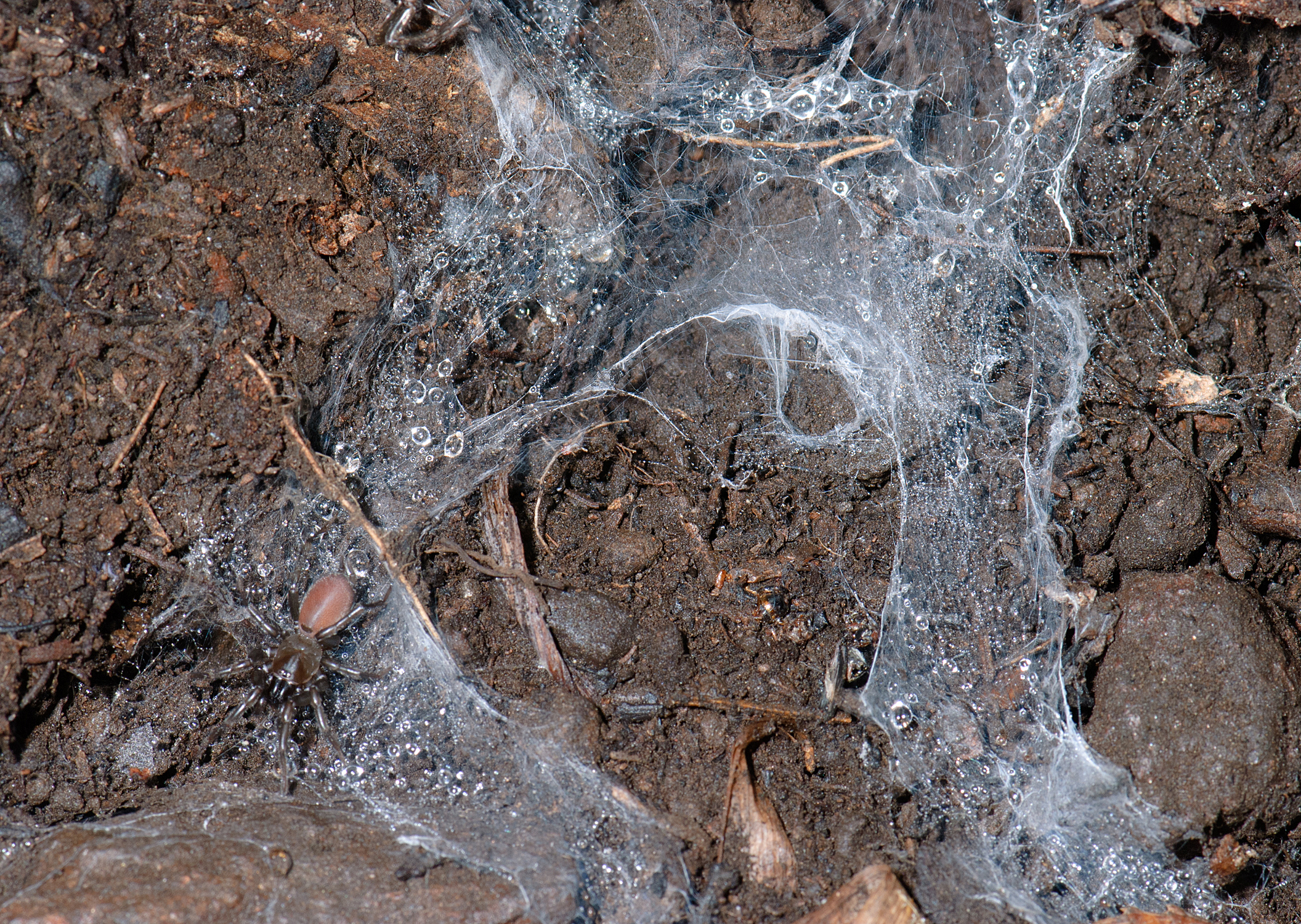
Megahexura fulva

Le mâle décrit par Gertsch et Platnick en 1979 mesure 13,0 mm et la femelle 18,0 mm.

## Systématique et taxinomie
Cette espèce a été décrite sous le protonyme Hexura fulva par Chamberlin en 1919. Elle est placée dans le genre Megahexura par Kaston en 1972.

## Publications originales
- Chamberlin, 1919 : « New Californian spiders. » Journal of Entomology and Zoology, vol. 12, p. 1-17.
- Kaston, 1972 : How to know the spiders. second edition, Dubuque, Iowa, p. 1-289.
- Hedin, Derkarabetian, Alfaro, Ramírez & Bond, 2019 : « Phylogenomic analysis and revised classification of atypoid mygalomorph spiders (Araneae, Mygalomorphae), with notes on arachnid ultraconserved element loci. » PeerJ, vol. 7, no e6864, p. 1-24.